# 윤성규 (공무원)
윤성규(尹成奎, 1956년 5월 8일 ~ , 충청북도 충주시)는 대한민국의 제15대  환경부 장관을 역임한 공무원이다. 

## 학력
- 충주공업고등전문학교
- 한양대학교 기계공학 학사
- 독일 클라우스탈공과대학원 수료
- 한양대학교 대학원 환경공학 석사
- 한양대학교 환경공학 박사

## 경력
- 1975년 : 건설부 7급 국가공무원 공채 합격
- 1977년 : 기술고시(13회)에 합격
- 문화공보부 근무(5급)
- 환경청, 환경처 근무(5급)
- 1992년 1월 : 환경처 폐수관리과 과장
- 독일 연방환경부 연수
- 한강유역환경청 관리국 국장
- 환경부 소음진동과 과장
- 환경부 기술정책과장
- 환경부 유해물질과 과장
- 환경부 폐기물자원국 폐기물정책과장
- 환경부 수질보전국 수질정책과 과장
- 환경부 수질보전국 국장
- 환경부 환경정책국 국장
- 2004년 1월 : 산업자원부 자원정책심의관
- 2005년 1월 ~ 2008년 3월 : 제14대 국립환경과학원 원장
- 2008년 3월 ~ 2009년 3월 : 기상청 차장
- 2009년 8월 ~ 2013년 3월 : 한양대학교 환경공학연구소 연구교수
- 2012년 : 새누리당
- 2013년 3월 ~ 2016년 9월 : 환경부 장관
- 국민의힘

## 수상
- 1991년 : 대통령표창
- 2003년 : 홍조근정훈장

| 전임 정순갑 | 제3대 기상청 차장 2008년 3월 31일 ~ 2009년 3월 9일 | 후임 홍윤 |

| 전임 유영숙 | 제21대 환경부 장관 2013년 3월 11일 ~ 2016년 9월 4일 | 후임 조경규 |